# 괴수 영화
괴수 영화(怪獸映畵)는 거대한 괴수와 그것이 가져오는 공포를 주제로 한 특수 촬영 영화의 장르이다.
하나 이상의 적대적인 괴물, 종종 비정상적으로 큰 괴물의 공격에서 살아남기 위해 고군분투하는 하나 이상의 캐릭터에 초점을 맞춘 영화이다. 영화는 공포, 코미디, 판타지 또는 공상 과학 장르에 속할 수도 있다. 괴수 영화는 공포 민속과 문학의 각색에서 시작되었다. 일반적으로 영화 속 괴물은 통제할 수 없는 상황으로 인해 많은 존재가 존재한다는 점에서 전통적인 적대자(antagonist)와 다르다. 이들의 행동은 전적으로 선택에 기반한 것이 아니므로 잠재적으로 영화 시청자에게 동정의 대상이 될 수 있다.

## 같이 보기
- B급 영화
- 괴수
- 좀비 영화